# Carret de supermercat

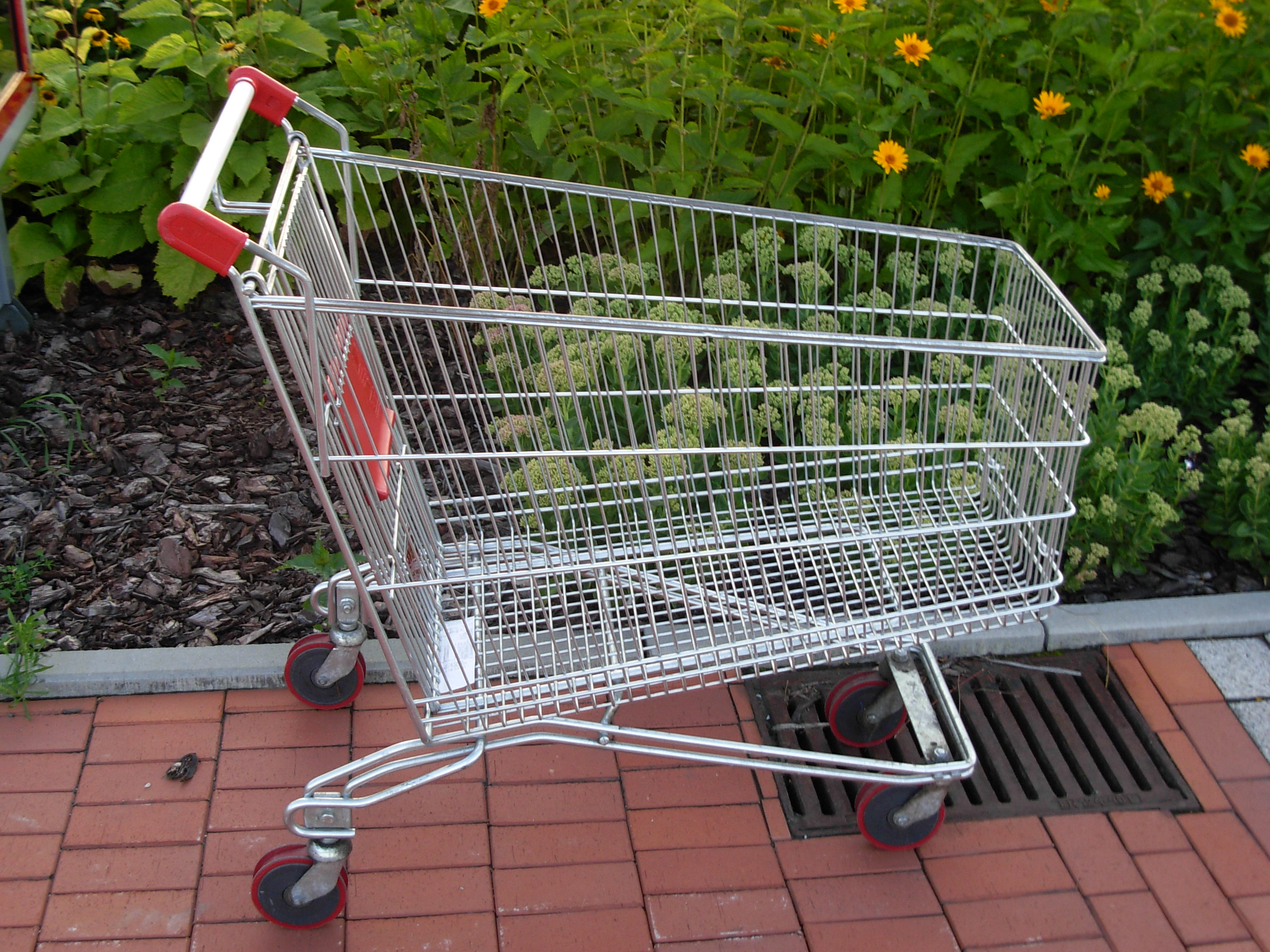
Un carretó de supermercat buit.

Un  carretó de supermercat, o simplement carretó, també dit carret de supermercat, és un vehicle de càrrega empès a mà que es pot trobar principalment en supermercats o grans superfícies perquè els clients puguin transportar les seves compres abans de pagar; en alguns casos, el manillar porta muntat una calculadora per servir al client en els seus comptes.
Sovint després d'acabar la compra i sortir de la botiga, el client pot portar la mercaderia dins el carretó fins a l'aparcament, si s'hi ha anat en cotxe. També hi ha establiments on es poden deixar a l'aparcament, ja que personal de l'establiment s'encarrega de portar-los de nou als punts de sortida.
Els carretons també es poden trobar, en un altre format adequat a l'ús, en aeroports, perquè els passatgers puguin transportar el seu equipatge des de la parada d'autobús, el tren, o l'aparcament fins al taulell de facturació. S'anomenen «carretons d'equipatge».
Als Països Catalans i a molts altres llocs, la gent també utilitza un «carretó d'anar a plaça», o «carretó d'anar a comprar», que porten des de casa per transportar les compres fins a casa a peu (o en transport públic, si de cas).

## Funcionament
Per mantenir-los ordenats, els carretons solen funcionar inserint una moneda o similar en un dispositiu acoblat al manillar, així es desenganxa d'una cadena que el té lligat als altres carretons en desús, que estan tots niuats per estalviar espai. La moneda es recupera en posar-lo altra vegada a l'espai que té reservat dins de l'aparcament. Aquest sistema evita que els clients s'emportin els carretons o els treguin fora del recinte permès. El sistema també es pot usar amb ànim de lucre: es paga una petita quantitat en concepte de lloguer i es torna una part si es retorna en un punt autoritzat.

## Estructura
En la majoria de carretons, el xassís és de metall i el manillar de plàstic. El xassís del carro té una forma que permet que es niuar amb els altres, é sa dir, que es puguin encaixar uns amb els altres per ocupar menys espai i facilitar el moviment de molts carrets al mateix temps. Al manillar del carro s'hi situa el mecanisme de retenció i una cadena per enganxar un carret amb el següent. Alguns carrets, a les rodes, hi porten un imant que actua com a fre perquè el carret no vagi cap enrere en pujar per pendents o escales mecàniques, altres tenen el fre per a les escales en el disseny del perfil de les rodes que es claven a unes escletxes del ranurat del terra. Altres no porten cap mecanisme de fre.
Els carretons poden ser de diferents mides. Els petits només poden portar articles petits i de poc pes, mentre que els grans poden portar també caixes i nens en un seient abatible. Hi ha un tipus especial de carretó per portar càrregues voluminoses i pesades, com ara materials per a la construcció o electrodomèstics.
Els carretons d'alguns supermercats s'han modificat per a resultar més divertits als nens: com ara carretons semi-miniaturitzats fets a mida ideal perquè els pugui dur còmodament un nen o una nena, o com cotxets de curses.
En alguns països i superfícies, al segle xxi s'estan introduint les pantalles muntades als carretons, amb la finalitat de presentar imatges als menors que acompanyen a un adult que fa la compra en un supermercat.

## Consideracions dels termes «carretó» i «carret»
El terme «carretó» és el preferit per l'Optimot, encara que «carret» també és acceptat en el llenguatge col·loquial. Tots dos neixen del diminutiu de carro, i es fan servir per formes de transport particulars per algun producte o per ser un artefacte amb rodes modificat per portar coses en general o alguna cosa en específic, per exemple, el carretó o carret dels xurros, el carretó o carret dels gelats i avui dia s'ha adaptat fins i tot al carretó o carret dels carters.
En el cas del carretó per anar a comprar es pot dir: «carretó d'anar a comprar», «carretó d'anar a plaça», o més típicament avui en dia, «carretó de la compra».
El Termcat reserva el terme «carret» tot sol (o rodet) per la fotografia, i per una taula amb rodes, i el terme «carretó» pel vehicle de transport de ma que va amb una sola roda i que s'usa per fer obres o en la jardineria, i admet tant carretó com carret quan és el d'anar a plaça: «carretó d'anar a comprar», «carretó d'anar a plaça», «carret d'anar a comprar», i «carret d'anar a plaça».